# 1691 год в науке
В 1691 году произошли различные научные и технологические события, некоторые из которых представлены ниже.

## События
- Лейбниц разработал метод разделения переменных для решения обыкновенных дифференциальных уравнений.
- Иоганн Бернулли, Гюйгенс и Лейбниц в ответ на запрос Якоба Бернулли вывели уравнение цепной линии.
- Галлей, Эдмунд провёл испытания первой модели водолазного колокола[1].

## Публикации
- Французский математик Мишель Ролль опубликовал фундаментальную теорему, названную его именем, в статье «Démonstration d'une méthode pour résoudre les égalités de tous les degrés», правда, не для любых гладких функций, а только для многочленов[2].

## Родились
См. также: Категория:Родившиеся в 1691 году
- {?} — Филип Миллер (умер в 1771 году), шотландский ботаник, автор знаменитого ботанического справочника «Словарь садовода» (The Gardeners Dictionary).

## Скончались
См. также: Категория:Умершие в 1691 году
- 23 мая — Адриен Озу (род. в 1622 году), французский астроном, академик, один из основателей Парижской обсерватории.
- 31 декабря — Роберт Бойль (род. в 1627 году), английский химик.